# Division d'Honneur 1928-29
La Primera División de Bélgica 1928/29 fue la 29.ª temporada de la máxima competición futbolística en Bélgica.

## Tabla de posiciones
| Pos | Equipo                      | PJ | PG | PE | PP | GF | GC | Pts | DG  | Notas                                                  |
| --- | --------------------------- | -- | -- | -- | -- | -- | -- | --- | --- | ------------------------------------------------------ |
| 1   | Royal Antwerp FC            | 26 | 17 | 5  | 4  | 50 | 24 | 39  | +26 | Desempate por el título debido a la igualdad de puntos |
| 2   | Beerschot                   | 26 | 16 | 7  | 3  | 62 | 31 | 39  | +31 | Desempate por el título debido a la igualdad de puntos |
| 3   | RC Malines                  | 26 | 14 | 3  | 9  | 58 | 56 | 31  | +2  |                                                        |
| 4   | RCS Brugeois                | 26 | 13 | 3  | 10 | 50 | 39 | 29  | +11 |                                                        |
| 5   | RC de Gand                  | 26 | 11 | 6  | 9  | 60 | 49 | 28  | +11 |                                                        |
| 6   | SC Anderlechtois            | 26 | 9  | 8  | 9  | 62 | 45 | 26  | +17 |                                                        |
| 7   | K Berchem Sport             | 26 | 10 | 6  | 10 | 48 | 44 | 26  | +4  |                                                        |
| 8   | Racing Club de Bruxelles    | 26 | 9  | 8  | 9  | 48 | 41 | 26  | +7  |                                                        |
| 9   | Daring Club de Bruxelles    | 26 | 9  | 7  | 10 | 38 | 45 | 25  | -7  |                                                        |
| 10  | Liersche SK                 | 26 | 8  | 7  | 11 | 40 | 47 | 23  | -7  |                                                        |
| 11  | Royale Union Saint-Gilloise | 26 | 6  | 11 | 9  | 53 | 65 | 23  | -12 |                                                        |
| 12  | Standard Liège              | 26 | 9  | 5  | 12 | 38 | 55 | 23  | -17 |                                                        |
| 13  | La Gantoise                 | 26 | 7  | 3  | 16 | 53 | 76 | 17  | -23 | Descenso a la Division I                               |
| 14  | RFC Malinois                | 26 | 4  | 1  | 21 | 36 | 79 | 9   | -43 | Descenso a la Division I                               |

PJ = Partidos jugados; PG = Partidos ganados; PE = Partidos empatados; PP = Partidos perdidos; GF = Goles a favor; GC = Goles en contra; Pts = Puntos; DG = Diferencia de goles

### Desempate por el título
| Equipo 1         | Resultado | Equipo 2  |
| ---------------- | --------- | --------- |
| Royal Antwerp FC | 2 - 0     | Beerschot |